# Heliopolis-Universität

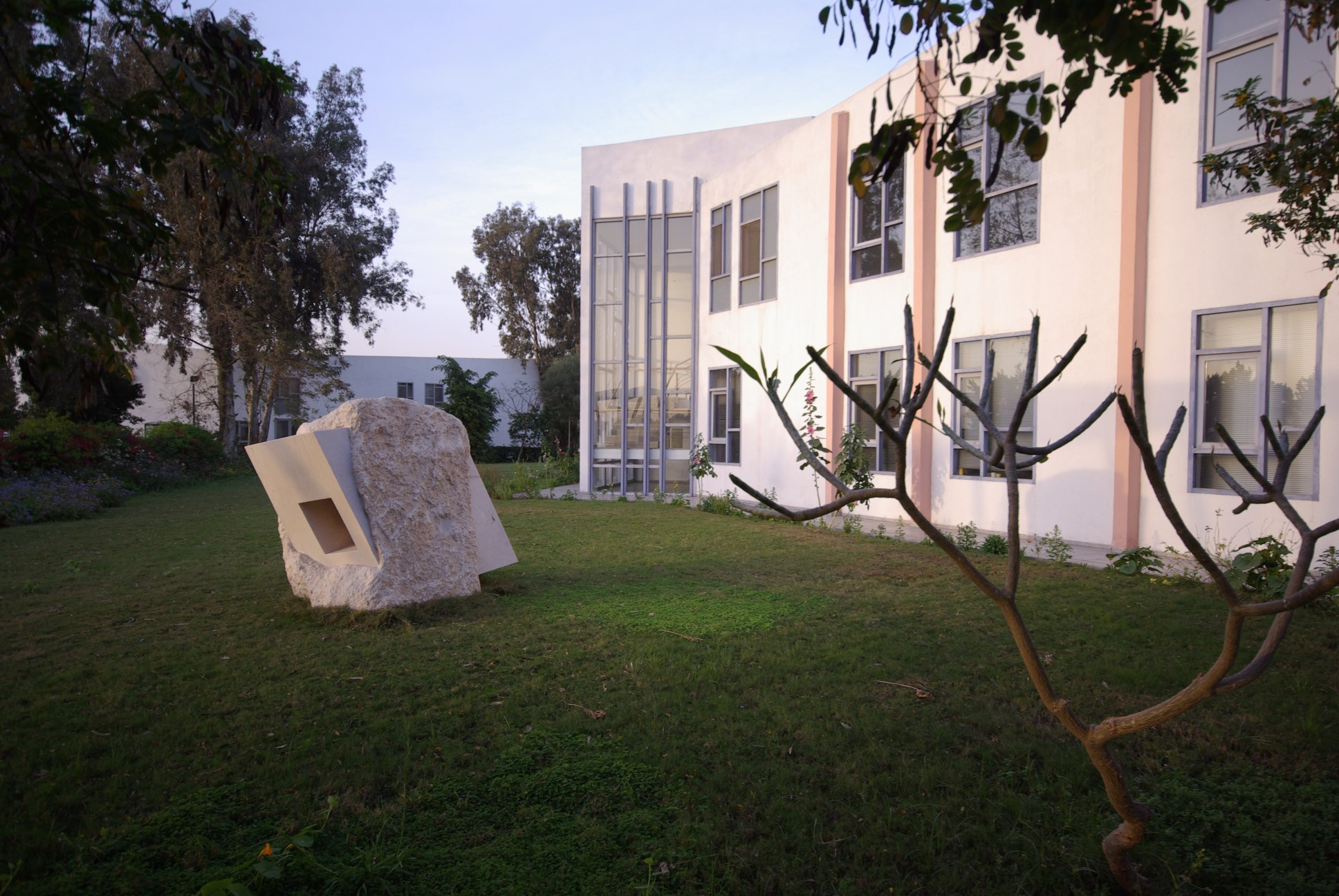
Das Hauptgebäude der Heliopolis-Universität

Die Heliopolis-Universität ist eine Einrichtung der privaten Hochschulbildung mit Sitz in Kairos Stadtteil Heliopolis in Ägypten. Die Bildungseinrichtung gehört nach Angaben ihrer Gründer (u. a. Ibrahim Abouleish) zu den ersten Einrichtungen weltweit, die sich ausschließlich der Förderung der Nachhaltigkeit durch tertiäre Bildung widmen. Das Motto der Universität lautet: „Nachhaltigkeit, Freiheit, Solidarität und Verantwortung.“ Die Heliopolis-Universität ist Mitglied im Netzwerk University Chair of Innovation, welches Industrieunternehmen und Universitäten zur Lösung industrieller Probleme durch angewandte Forschung verknüpft.

## Geschichte
Die Universität wurde im Jahre 2012 eröffnet und durch die ägyptische SEKEM-Initiative gegründet, eine nicht-profitorientierte, gemeinnützige Einrichtung mit dem Ziel, menschliche Entwicklung in Ägypten und dem arabischen Raum in ganzheitlicher Weise zu fördern. Die Einrichtung versteht sich ebenfalls als nicht-profitorientiert. Sie betreibt zahlreiche exemplarische Modellprojekte wie z. B. eine eigene, biologische Abwasserkläranlage, eine Photovoltaikanlage zur Stromversorgung und einen botanischen Garten. Sie zeichnet sich unter anderem dadurch aus, dass allen Studierenden ein einjähriges Studium Generale mit Kursen für Kunst, Sozialwissenschaft, Natur und Gemeinschaft, sowie Sprachen verpflichtend vorgeschrieben ist.
Alle angebotenen Abschlüsse beruhen auf dem Credit Hour System und sind beim ägyptischen Hochschulministerium akkreditiert; sie können in das europäische Credit Transfer System (ECTS) übertragen werden.
Das Studium wird derzeit (Januar 2014) zu ca. 20 % durch Stipendien unterstützt.

## Selbstverständnis
Die Einrichtung gründet ihre Arbeit auf die vier Annahmen, dass:
- Alle menschliche Ressourcen – Wasser, Energie, Nahrung – begrenzt sind und dass die Zukunft Menschen braucht, die nachhaltig und verantwortlich denken, um die Ressourcen für nachfolgende Generationen zu bewahren,
- kreative und innovative Führungspersönlichkeiten mit neuen Ideen notwendig sind, um die gegenwärtigen und künftigen Herausforderungen anzupacken,
- Teamarbeit und Zusammenarbeit Schlüsselelemente für eine nachhaltige Zukunft für alle Menschen sind,
- Theorie und Praxis vereint werden müssen, um die Welt zu verändern.[2]

## Fakultäten
In ihrer ersten Phase ab 2012 bietet die Heliopolis-Universität zunächst drei Fakultäten an, die alle für nachhaltige Entwicklung eine wesentliche Rolle spielen sollen: Neue Modelle in Wirtschaft und Geschäftsleben, neue technische Lösungen, und ganzheitliches Gesundheitswesen.

### Fakultät für Management und Wirtschaft
Fachbereiche
- Marketing
- Buchhaltung
- Wirtschaft
- Finanzen
- Management

Abschlüsse
Die Universität verleiht den B.A. Business and Economics.
Akademisches Programm
- 4-jähriger Studiengang
- Konstruktive Zusammenstellung von Kursen aus allen fünf Fachbereichen
- Zwei Praktika
- Forschungsgruppenprojekt Innovation
- Abschlussarbeit

### Ingenieurwesen
Fachbereiche
- Energietechnik
- Wassertechnik
- Mechatronik

Abschlüsse
Die Heliopolis-Universität verleiht die Grade
- B.Sc. Energy Engineering,
- B.Sc. Water Engineering,
- B.Sc. Mechatronics,

Akademisches Programm
- 5-jähriger Studiengang bestehend aus Studium generale und Fachstudium
- 2 praktische Ausbildungsphasen
- Abschlussprojekt im fünften Jahr

### Pharmazie
Fachbereiche
- Pharmakognosie und Mikrobiologie
- Pharmazeutische Chemie
- Pharmakologie und Biochemie
- Pharmazie und pharmazeutische Technologie
- Apothekenpraxis

Abschluss
Die Fakultät verleiht den Grad eines Bachelor in Pharmacy.
Akademisches Programm
- 5-jähriger Studiengang aus Studium Generale und Fachstudium
- 1 Jahr mit Wahlschwerpunkt
- Abschlussarbeit im fünften Jahr

## Studium Generale
Das Studium generale soll nach Angaben der Organisatoren die "individuelle Kreativität der Studierenden wecken": "Die Fähigkeit zu Teamwork und das Innovationsvermögen entwickeln den Sinn für soziale Verantwortung und das Bestreben, der Gesellschaft zu dienen. Das Studium Generale verwandelt alte Denkmuster in kreative Handlungsweisen. An den Übungen sind Kopf, Herz und Hände beteiligt. Selbstbesinnung und Selbstdarstellung lassen die Selbstsicherheit der Studierenden wachsen. An der späteren Arbeitsstelle werden sie dann mit dem nötigen Vermögen zu Problemlösungen ausgestattet sein."
Das Studium generale soll außerdem zu lebenslangem Lernen motivieren. Die Fähigkeit, sich selbst und die Welt mit "wachem Bewusstsein" wahrzunehmen sowie "das Einfühlungsvermögen für die Herausforderungen des Berufslebens" sollen gefördert werden.
Das Studium generale umfasst vier Kurszyklen:
- Kunst: Vertiefung der Persönlichkeitsentwicklung durch Musik, Schauspiel und Sprachgestaltung, Eurythmie und Bildende Kunst.
- Sozialwissenschaft: Erweiterung des Wissens durch Kenntnisse in Politik, Menschenrechten und Sozialforschung.
- Natur und Gemeinschaft: ein Gleichgewicht schaffen zwischen innerer und äußerer Natur durch die Entdeckung von Tiefenökologie, Philosophie und Psychologie.
- Sprachen: Kulturen verstehen durch das Erlernen von Englisch, Deutsch, Arabisch.

Das Studium generale ist mit 15 % fester Bestandteil aller Studiengänge. Es umfasst Kurse zu Natur und Gesellschaft, Sozialverhalten und zur Erlangung dauerhafter Lernfähigkeit im sprachlichen und künstlerischen Bereich.
Den Hauptanteil bilden mit 85 % spezielle Fachkurse. Sie umfassen die Bereiche Nachhaltige Entwicklung und Unternehmensführung, Sozialwirtschaft, Quantitative Methodik, menschliche Entwicklung und über reine Modernisierung hinausführende Entwicklungen. Weiterhin belegen die Studenten eine signifikante Anzahl von Kursen aus den von ihnen gewählten Haupt- und Nebenfächern (Marketing, Buchhaltung, Wirtschaft, Finanzen, Management). In diesen Kursen steigen die Ansprüche im Fortgang des Studiums.

## Zentrum für Sozialinnovation
Das Zentrum für Sozialinnovation sollen "die Austauschprozesse innerhalb der Universität" entwerfen und steuern. Seine Aufgabe soll daher vorwiegend in der Förderung der Verbindung zwischen Studium Generale und den Fachwissenschaften bestehen. Es fördere die Lehrplangestaltung und gewährleiste "eine Stimmung von nachhaltiger Entwicklung und akademischer Qualität", so die Organisatoren. Während die Fakultäten auf ihren Spezialgebieten forschen, sei es das Ziel des Zentrums für Sozialinnovation, diese Forschungsvorhaben "zusammenzubringen und sie in einen humanistischen Bezug einzufügen".